# Koi nante, honki de yatte dousuruno?
Koi nante, honki de yatte dousuruno? (恋なんて、本気でやってどうするの？? noto anche con l'abbreviazione Koimaji) è una serie televisiva giapponese del 2022, trasmessa su Fuji Television.

## Trama
Jun Sakurazawa è una ventisettenne non interessata alle relazioni romantiche, la quale ritiene che l'amore sia sostanzialmente una sciocchezza. L'incontro con Shuma Nagamine, avvenente cameriere di un ristorante che frequenta, sembra cambiare però la sua prospettiva sulla questione; ciò che Jun non sa è che in realtà Shuma nasconde alcuni segreti riguardanti al suo passato, e non è il "bravo ragazzo" che si è presentato a lei.